# Tarnowica (stacja kolejowa)
Tarnowica (ukr. Тарновиця, ros. Тарновица) – stacja kolejowa w miejscowości Tarnowica Leśna, w rejonie nadwórniańskim, w obwodzie iwanofrankiwskim, na Ukrainie.
Budynek stacyjny zbudowany w stylu galicyjskim.
Stacja istniała przed II wojną światową. Nosiła wówczas nazwę Tarnowica Leśna.